# Liste von Popmusikern und -gruppen Sambias
Dies ist eine Liste der Popsänger und -gruppen in Sambia.

## Sänger und Solisten
- Smokey Haangala - historisch, Album: Best of Smokey Haangala
- Jaggari Chanda - früher Frontman der Gruppe Great Which
- John Lushi - Diskographie: Bamgufya Ba Kwati (Reggae) (Hit 2004)
- Lily Tembo - Ngoma Music Award 2006 als best vocal recording, singt für die Gruppe Marsha Moyo
- K'millian - Ngoma Music Award 2006 als best male performer, Hip-Hop, R&B, Album: sophomore album
- Uncle Rex - Ngoma Music Award 2006 als best instrumental recording, Rex Mukubonda, Jazz, Album: Fingerspeech
- Ozzy (Sambia) - Ngoma Music Award 2006 als most promising artist
- Mampi - Ngoma Music Award 2006 als most promising artist
- Stephen Tsotsi Kasumali
- William Mapulanga
- Paul Ngozi
- Shatel
- Hamoba - Pop, früher Frontman von Namanje, Album: Shelela
- Red Linso - Rap, Album: True Or False
- Michael Baird - *1954 Lusaka, Jazz, Album: The Ritmoloog Continues
- Chilu - Chilungu Lemba, * 27. August 1975 in Lusaka, Afropop, Album: Sound Legacy
- TY2 - Hip-Hop, Reggae, Album: Smile
- Dominic Kakolobango - Chanson, Folk, Rumba (Congolese), Album: Kakolobango
- Daddy Zemus - Hip-Hop, R&B, Album: Chibaba
- Exile (Sambia) - Hip-Hop, Album: So Lucky (Yali Pasa Bige)
- Nalu - Pop, Album: House... Money... Car...
- Joe Chibangu - Afropop, Album: The Ambassador
- Maureen Lupo Lilanda - R&B/Soul, Pop, Album: Tetwe
- Jojo Mwangaza - Gospel, Album: 4 X 4 Teti Munkwanishe
- Nathan Nyirenda - Gospel, Album: Mwe Makufi
- Chasaya Sichilima - Gospel, Album: Inspirationally Yours (2002), Walasa! (2005)
- Jordan Katembula - Gospel, Hip-Hop, Inspirational, Album: Helena
- Cait Lin - Rock auf elektrischer Violine

## Popgruppen
- Joyce and John Nyirongo - Afropop, Album: Best of John & Joyce Nyirongo (historisches Duo)
- Serenje Kalindula - historisch (1980er Jahre), Album: Best of Serenje Kalindula (historische Gruppe)
- Junior Mulemena Boys - historisch (1980er Jahre)
- Great Witch - historisch (1980er Jahre)
- Green Mamba - historisch (1980er Jahre)
- Machine-Gunners - historisch (1980er Jahre)
- Mashombe Blue Jeans - historisch (1980er Jahre)
- Musi-o-tunya - historisch (1980er Jahre)
- Amayenge - sambische Folklore, Album: Mangoma Kulila, Dailesi
- Namanje - Pop
- Marsha Moyo - Album: The Fine Print (2006)
- Masasa Band -
- Zambian Acapella
- Hosanna Gospel Band - Gospel, Album: Lesa Tupepa (2004)
- Black Muntu - Album: Wisakamana (2005)
- Kalonda Band - Kalindula
- Short Mazabuka - Kalindula
- Ngoma Roots Band - Kalindula
- Langston Ngandu - Kalindula
- Clement Moonga - Kalindula
- Tribal Cousin - Ackson Raheem Chulu & Sidney Kasonde, Pop, Album: Njila Imozi (2006)